# Molophilus (Molophilus) macracanthus
Molophilus (Molophilus) macracanthus is een tweevleugelige uit de familie steltmuggen (Limoniidae). De soort komt voor in het Palearctisch gebied.